# Steffen Kammler
Steffen Kammler född 6 maj 1965 i Calbe (Saale) i Sachsen-Anhalt, Tyskland, är en norsk dirigent. Han blev norsk medborgare 2008. Kammler studerade journalistik på universitetet i Leipzig och tog diplomexamen 1990. Efter det utbildade han sig i körledning på musikhögskolan i Weimar, samt inom orkesterledning på musikhögskolorna i Weimar och Leipzig. 
Kammler var från 1975 till 1983 medlem av den 700 år gamla gosskören Dresdner Kreuzchor i Dresden. Han arbetade med Kammerchor Josquin des Prez i Leipzig från 1990 till 1997. 
Steffen Kammler var anställd som körmästare på Opernhaus Halle från 1996 till 1997 och hade därefter motsvarande tjänst på Hamburgische Staatsoper från 1997 till 2001. I perioden från 2001 till 2009 var Kammler körmästare för Den Norske Opera & Ballett och arbetade också med operans barnkör. 
År 2008 blev Kammler dirigent för oratoriekören Cæciliaforeningen i Oslo och har med denna kör framfört stora norska verk för kör, orkester och solister av Bertouch, Reissiger och Valen. Han var dirigent för Den norske Studentersangforening från 2009 till 2011 och blev professor vid universiteten i Shaoxing 2009. Han har sedan 2009 arbetat som gymnasielärare i Drammen.

## Diskografi
- 1998: Direktion: Die Busspsalmen = The penitential psalms (salmerna 6, 38, 130, 143) av Orlando di Lasso. Kammerchor Josquin des Prèz.[2]
- 1999: Körinstudering: Wozzeck opera av Alban Berg. Dirigent Ingo Metzmacher,EMI Classics 556 865 2 (liveopptak)[2]
- 2012: Direktion: Requiem for kong Karl Johan av Friedrich August Reissiger.[3] Oratoriekoret Cæciliaforeningen.